# Paratetrapedia romani
Paratetrapedia romani är en biart som först beskrevs av Heinrich Friese 1923.  Paratetrapedia romani ingår i släktet Paratetrapedia och familjen långtungebin. Inga underarter finns listade i Catalogue of Life.